# Мараба (Пара)
Мараба (порт. Marabá) је општина у бразилској држави Пара. Његова највећа географска референца је ушће две велике реке у близини историјског центра града, реке Итакаунас и реке Токантинс, чинећи „Y“ ако се гледа из свемира. У основи се састоји од шест урбаних центара повезаних са пет аутопутева.
Мараба је четврта најмногољуднија општина у држави Пара, са приближно 251.885 становника према бразилском институту географије и статистике 2013, и четврти највећи бруто домаћи производ у држави Пара, са 1.543.254,34 америчких долара 2010. То је главно средиште политичког, социјалног и економског развоја на југу Паре и једна од најдинамичнијих општина у Бразилу.
Мараба има стратешки положај и садржи пет аутопутева. Такође, има велику логистичку инфраструктуру, са луком, аеродромом и железницом. Општина има растући индустријски парк. Индустрија челика је посебно важна за широку пољопривредну границу Марабе. Такође, има јак сектор трговине и услуга.
Мараба се одликује широком комбинацијом народа и култура.

## Етимологија
Реч „Мараба“ потиче од „Mayr-Abá“, што једноставно значи „син домородачке жене са белим човеком“.
Песма коју је написао песник Гонсалвес Дијас инспирисала је трговца Франциска Силва за давање комерцијалног имена кући Мараба. Она се налазила на обали реке Токантинс и служила је као стратешко пословно место за размену свих врста производа и услуга.

## Историја
Насељавање слива реке Итакаунас имало је важан фактор у обликовању града, јер иако је овај регион још истраживало португалско царство у шеснаестом веку, остало је без сталне окупације скоро 300 година. Тек 1894. године простор су заузели досељеници.

### Колонизација
Први који су учествовали у колонизацији територије Марабе, 1894. године, били су политички лидери који су побегли од политичких герилаца у северној провинцији Гојас, тачније граду Боа Висти. Један од тих вођа био је Карлос Леитао, који је са својом групом путовао на југоисток провинције Пара и основао свој први камп у низводној реци Итакаунас, децембра 1894. године. Дефинитивно, село је основано на левој обали реке Токантинс, око 10 км низводно од другог кампа, места које је Карлос Леитао назвао „Burgo do Itacayúna“.
Године 1895. Карлос Гомес Леитао тражи од председника провинције Пара Жосе Паеса финансирање екстракције и комерцијализације гуме, поред добијања лекова који се користе посебно за борбу против тропских болести. Да би добио средства, Карлос Леитао је ширио информације о вађењу гуме у малој колонији Burgo do Itacayúna и околине.

### ОснивањеPontal do Itacayúna
Трговац Франциско Коељо да Силва био би први који се настанио у области низводно од Рио Итакаунаса, пресудне за оснивање села „Pontal do Itacayúna“.
Званична историографија Франциско Силва додељује ауторство тренутног имена града. Основао је у селу Pontal do Itacayúna комерцијални пункт назван кућа Мараба, који ће годинама касније бити коришћен за именовање дотадашњег села Pontal do Itacayúna.
Смрћу пуковника Карлоса Леитаоа 1903. године, село Burgo's Itacayúna је онеспособљено, а породица Леитао се заједно са осталим становницима сели у село Pontal do Itacayúna. Године 1904. село је преименовано у Мараба.

### Формирање општине
Економија села Мараба значајно је порасла уз подршку екстрактивне базе у извозу гуме и бразилског ораха на америчко и европско тржиште. Стечена економска важност утицала је на политичке аспекте, тако да се у годинама 1908. до 1909. у Мараби догодила велика побуна, названа побуна Галичана. Побуна је тражила политичку аутономију од округа Баиао и ниске цене гуме и највишу каматну стопу на зајмове за сакупљање ораха и гуме.
Узвраћајући побуну Марабе, влада провинције Пара не испуњава захтеве еманципације. Међутим, огроман притисак и утицај локалног друштва натерали су провинцијску владу да попусти и коначно покрене преговоре о стварању општине Мараба.
То је кулминирало 27. фебруара 1913. Мараба је постигла политичку аутономију и постала општина. Први градоначелник Марабе био је војни Антонио Маја, који је ступио на дужност како га је именовао председник провинције Пара.
У наредним годинама миграциони ток у региону Марабе се знатно повећао. Током 1920-их, имигранти су се преселили у Марабу углавном да би учествовали у вађењу и продаји бразилског ораха, андиробе и гуме. А од 1930-их се преселио у Марабу, како би радио у рудницима дијаманата који су били на обали реке Токантинс.
Године 1929. Мараба постаје осветљена електраном. У новембру 1935. године отворен је локални аеродром и у њега је слетео први авион. Мараба се у овом периоду састоји од 450 кућа и 1.500 становника.

### 1970-их
Изградњом аутопута ПА-70, 1969, Мараба је повезана са аутопутем БР-010. Примена путне инфраструктуре била је део стратегије бразилске војне владе за интеграцију слива Амазона у остатак земље. Све ово било је део стратегије интеграције територије Амазоне, посебно региона Мараба, где је предузет углавном званични план колонизације пољопривреде, изградња хидроелектране и откриће великих налазишта злата. Сви ови пројекти били су усредсређени на Марабу и допринели су економском развоју који се догодио између 1970. и 1980.
Године 1970. град је проглашен подручјем националне безбедности (правни положај који омогућава директну интервенцију бразилске централне владе), услов који је трајао до краја бразилске војне диктатуре 1985. Поред стратешке важности за политику националне интеграције, регија Мараба била је једина регија Бразила у којој су се водиле борбе између војске и комунистичке партије Бразила који желе срушити војни и успоставити комунистички режим. Потом је изведен мали рат, који је приморао бразилску владу на Марабу да пошаље велики контингент трупа бразилске војске. Град је од тада постао једна од база за војне операције бразилских оружаних снага.
Године 1970. покренут је национални програм интеграције, који је, између осталог, предвидео изградњу трансамазонског ауто-пута, чија је прва деоница отворена 1971. године, заједно са стварањем националног института за колонизацију и аграрну реформу у Мараби. Завршетком изградње трансамазонског ауто-пута, проток имиграната према Мараби постао је веома велик, а за мање од једне деценије град је радикално трансформисан, из малог урбаног центра на обали реке Токантинс (20.000 становника), у главни град у регији са преко 100.000 становника.

### 1980-их
Године 1980. град је опустошила највећа поплава у историји, када је река Токантинс порасла 17,42 метра. Као резултат, дошло је до ширења града, планираном изградњом урбаних подручја Нови град и Нова Мараба, на штету традиционалног урбаног подручја Стара Мараба. Током деценије појавила су се и нова урбана подручја, истичући Свети Феликс и Морада Нова.
Године 1984. почиње са радом железница Карајас, а 1988. пуштају у рад прве две челичане за производњу сировог гвожђа.
Године 1987. дошло је до сукоба који је постао познат под називом масакр Светог Бонифација. Битка се одвијала између рудара и батаљона војне полиције државе Пара, уз подршку бразилске војске. Догађај који је претходио масакру блокирао је приступ мешовитом мосту Марабе, у знак демонстрације поновног отварања рудника. Полицијски батаљон је послат да откључа мост, али када је стигао до места пуцао је ватреним оружјем на демонстранте да би се принудно повукао. Званично је у сукобу умрло девет људи.
Општина садржи део од 99.271 ha (245.300 acres) биолошког резервата Тапирапе, строго заштићене јединице која је створена 1989.

### Новије чињенице
У 2008. години индустријски парк Мараба достиже врхунац почетком производње челика, опадајући исте године услед светске економске кризе која је погодила европско, америчко и кинеско тржиште, а која су била мета локалне производње.
Криза је у великој мери утицала на наплату пореза и друга локална предузећа, приморавајући на отпуштања и велике прекиде пројеката и инвестиција. Ефекти у индустријском парку Мараба били су веома велики, што је захтевало затварање 10 од 11 металуршких индустрија челика. Економија града полако се опоравља, а неке челичане су поново отворене од 2013. године.
У 2011. години Мараба је активно учествовала у читавом референдуму Пара, на југоистоку, на подели која је дефинисала државу Пара. Мараба се током процеса успоставила као средиште дискусија у региону о подели пројеката, као водећи кандидат за главни град државе Карајас. Референдум се одржао 11. децембра 2011. Општина је са 93,26% гласова гласала за успостављање Карајаса.

## Географија
Заузимајући површину од 15.092.268 km², 2017. године, са 271.594 становника, што је десета најмногољуднија општина северног региона Бразила. Општинско седиште има следеће географске координате: 05º 21 '54 јужна ширина и 049º 07 '24 географске дужине. Смештен на југоистоку Паре, у микрорегији Мараба. 
Топографија општине Мараба представља највеће надморске висине у југоисточном региону Паре, кроз планине Карајас. У биолошком резервату Тапирапе пронађено је неколико пећина. Њене облике рељефа обухвата морфоструктурна целина деноминована периферна депресија на југу Паре, где они доминирају на амазонским висоравнима.
Вегетацијски покривач општине Мараба је прилично разнолик. Фитофисиономију шума општине Мараба карактеришу три врсте: отворена омброфилна шума, густа омброфилна шума и антропична подручја. У урбаном подручју Марабе превладавају антропичне шуме. Због своје разнолике природе, општина поседује једно од највећих места природног наслеђа у Бразилу, смештено у велике шумске резервате као што је биолошки резерват Тапирапе, са 103.000 ха (1.030 km²) и националне шуме Тапирапе-Акуири са 190.000 хектара (1.900 km²).
Мараба се налази на подручју мале надморске висине у споју две реке, Итакаунас и Токантинс. Честе су годишње поплаве због топографије. Слив Итакаунас издваја се кроз целу општину, покрива највећу површину, односно 5.383,4 km².

## Економија
Општина Мараба је искусила различите економске циклусе. До раних 1980-их економија се заснивала на постројењу за екстракцију. Постојао је и циклус дијаманата између 1920. и 1940, који су се углавном налазили на реци Токантинс. Открићем Сере Пеладе Мараба је прошао кроз рударске циклусе, углавном, вађење злата.

### Примарни сектор
Данас је Мараба економско средиште и пространа административна регија амазонске пољопривредне границе, град има један од најзначајнијих економских раста у земљи. Узгајање стоке је активност од великог значаја за општину и обезбеђује средства за живот становништва, омогућава регионални и локални развој стварањем великих размера и пласира се у различите бразилске регионе и иностранство. Подручје стада истиче се врхунским квалитетом, једним од најважнијих стада државе, што је резултат употребе напредне технологије у селекцији и ђубрењу. Такође, поседују стада свиња, коња, оваца и живине.
Сектор рибарства, такође, има кључну улогу у локалној економској бази тако што извози свој вишак за цео север и североисток. Пољопривреда је разнолика, уз производњу житарица, махунарки и уљарица као што су кукуруз, пиринач и пасуљ, воћа као што су банане и асаи, и сеча дрва.

### Секундарни сектор
Преко компаније за индустријски развој Пара, инсталирана је крајем осамдесетих година, на површини од 1.300 хектара, индустријски округ Мараба, како би се створила основа производе челика.
Металуршка индустрија и интензивне сточарске активности представљале су велику девастацију животне средине у региону. Делатност индустрије челика захтева велике количине угља, што доводи до девастације аутохтоних шума. Као резултат притиска јавности, индустрије су биле принуђене да промене свој модел производње, улажући у пошумљавање и производњу дрвеног угља кроз кокосову палму бабасу.
Поседују више од 200 индустрија, а најважнији је челик (сирово гвожђе), друга је дрвна индустрија и производња плочица. Градска економија такође се ослања на производњу мангана и агробизнис. У Мараби, агробизнис ради са обрадом целулозе, тапиока брашна, прераду пиринча, млека и палме.

### Терцијарни сектор
Сектор трговине и услуга, такође, има свој допринос. Мараба има приближно 5000 продајних места подељених између трговине коју чине микро, мала, средња и велика предузећа и услуге, болнице, финансије, образовање, грађевинарство и комуналне услуге. Веома је моћан и долази са високим стопама раста. То је зато што је стратегија државне владе, да децентрализује услуге из главног града државе Белем. Град све више добија представништво у домаћинству бројних јавних институција. Трговина града је истакнута, јер је град главно регионално трговачко средиште југа и југоистока Паре.

## Култура и разонода

### Туризам
Са две велике реке, подручје нуди туристичке могућности становницима и посетиоцима.
Плажа Tucunaré
Плажа Peacock Bass је најпосећеније туристичко место у граду. Излазећи из реке Токантинс, непосредно након кишне сезоне, плажа заузима површину од приближно 5 km², од чега су три четвртине ситног песка и једна четвртина вегетације. Смештено насупрот централне регије Мараба, песак острва је примећен средином априла, али њихова сезона је у јулу, што га чини главном атракцијом града.
На плажи се могу одморити туристи, бавити се спортовима на води и песком, камповањем, риболовом и разним атракцијама које промовише општина.
Хладна плажа
Смештен насупрот округа Сао Феликс, такође се појављује лети, смањењем нивоа реке Токантинс. Железнички и друмски мост преко реке Токантинс коришћен је за транспорт руде. 
Црква Светог Феликса из Валоа
Била је то прва капела саграђена у Мараби. Прва зграда је уништена поплавом река 1926. године, затим је на истом месту подигнута још једна црква. То је прво историјско наслеђе града, званично признато 5. априла 1993. Црква се налази на тргу Сан Феликса, у центру града.
Палата Аугусто Диас
Палата саграђена 1930-их служила је као седиште законодавне и судске власти општине. Данас је музеј.
Општински музеј Мараба
Општински музеј је постављен у основном дому културе Мараба и обухвата следеће секторе: одељење за антропологију, ботанику, геологију, археологију и зоологију. Поред музичке школе, општинске јавне архиве, музеј садржи и неколико студија о региону југоисточно од Паре, спасавајући и чувајући локалну историју. Музеј има подршку и смернице музеја Гоелди, у вези са обуком техничара и идентификацијом грађе кроз споразум са институцијом. Општински музеј Мараба једна је од најцењенијих бразилских институција у оквиру истраживања, спашавања, очувања животне средине и историје.

### Спорт
Агуја де Мараба ПА, главни градски фудбалски клуб освојио је шампионат 2010. године и стигао до полуфинала купа Бразила 2009. Године 2010. се пласирао на 8. место у серији Ц.

## Урбане јединице
Мараба је подељена на шест урбаних центара:
- Нови град
- Индустријска
- Морада Нова
- Нова Мараба
- Сао Феликс
- Стара Мараба

## Инфраструктура
Мараба има значајну инфраструктуру у поређењу са општинама регије Карајас, али у поређењу са осталим средњим градовима северног и североисточног региона Бразила, далеко је испод њих.
Услугу воде и канализације Мараба врши санитарна компанија из Пара. Вода коју становници Марабе троше долази из река Токантинс и Итакаунас, која пролази кроз пречишћавање воде.
Електричну енергију пружа компанија Пара, која има четири трафостанице. Налази се у округу Морада Нова, дистрибутивни је центар мреже север-југ, система који напаја југоисток Бразила.
У децембру 2017. године, Мараба је имала 53 банке и финансијске установе, између филијала и бензинских пумпи, са кредитним операцијама од 288.112,00 хиљада реала (2008) и уштедом од 109.804 хиљада реала (2008), поред девет агенција и регионалне поште.

### Образовање
Мараба садржи школе у практично свим регионима општине, међутим, далеко је од тога да је међу најбољим показатељима. Школе у државној мрежи имају инфраструктуру испод идеалне и углавном су отпадне, углавном у руралном подручју. Општинска мрежа има школе у бољим условима који достижу циљ ИДЕБ-а 2015. за општину (4.1), међутим, према општој оцени јавног тужилаштва, образовање је и даље лошег квалитета.
Што се тиче професионалног и високог образовања, општина броји око 30 образовних јединица, што је релативно висок број, у поређењу са општинама које нису главни градови северне регије Бразила. Јавни универзитети одржавају 7 универзитетских насеља у општини, са нагласком на савезном универзитету јужне и југоисточне Паре, државном универзитету и савезном институту Пара. Са овим профилом, Мараба се сматра првим локалитетом унутрашњости Амазоне са профилом „универзитетски град“.

## Статистика
- Надморска висина: 84 м
- Клима: екваторијално топло и суво
- Просечна годишња температура: 32 °C
- Ширина југ: 05°22 '08 "
- Дужина запад: 49°07 '04 "

Удаљеност од других градова:
- Белем: 553 км
- Бразилија: 1.407 км
- Форталеза: 1.468 км
- Гојанија: 1.422 км
- Императриз: 235 км
- Палмас: 664 км
- Рио де Жанеиро: 2.566 км
- Сао Луис: 805 км
- Сао Пауло: 2.349 км
- Терезина: 883 км
- Салвадор: 1.963 км
- Бело Оризонте: 2.135 км
- Буенос Ајрес: 4.107 км
- Асунсион: 3.049 км